# 더 러버
《더 러버》는 2015년 4월 2일부터 6월 25일까지 Mnet에서 방영된 드라마이다.

## 등장 인물

### 609호
- 오정세 : 오도시 역
- 류현경 : 류두리 역

### 610호
- 정준영 : 정영준 역
- 최여진 : 최진녀 역

### 501호
- 박종환 : 박환종 역
- 하은설 : 하설은 역

### 709호
- 테라다 타쿠야 : 타쿠야 역
- 이재준 : 이준재 역

### 그외 인물
- 성규찬 : 성민재 역
- 강균성 : 류성균 역 (특별출연)
- 쓰레기스트 (특별출연)
- 김부선 (특별출연)
- 김풍 : 김풍 역 (특별출연)
- 우희 : 희우 역 (특별출연)
- 해령 : 해령 역 (특별출연)
- 딕펑스 (특별출연)
- 조은지 (특별출연)
- 김경진 (특별출연)